# Uwe John (Historiker)
Uwe John (* 17. November 1960 in Worbis) ist ein deutscher Historiker.
John studierte Geschichte und schloss sein Studium bei Karlheinz Blaschke als Diplomhistoriker ab. Er war von 1985 bis 1992 Lektor im Verlag Hermann Böhlaus Nachfolger und von 1993 bis 2002 wissenschaftlicher Mitarbeiter an der TU Dresden bzw. am Institut für Sächsische Geschichte und Volkskunde in Dresden. Er ist vorwiegend im Bereich der sächsischen Landesgeschichte tätig und war Mitarbeiter beim Projekt der vierbändigen Stadtgeschichte Leipzigs.

## Schriften (Auswahl)
- mit Josef Matzerath (Hrsg.): Landesgeschichte als Herausforderung und Programm. Festgabe für Karlheinz Blaschke zum 70. Geburtstag (= Quellen und Forschungen zur sächsischen Geschichte, Bd. 15). Stuttgart 1997, ISBN 3-515-07212-8.
- König Johann von Sachsen. Zwischen zwei Welten. Stekovics, Halle (Saale) 2001, ISBN 3-932863-64-X.
- (Bearb.) Geschichte der Stadt Leipzig. 4 Bände. Universitätsverlag, Leipzig 2015/2016.
- Manfred Kobuch: Meißnisch-sächsische Mittelalterstudien. Ausgewählte Schriften. Herausgegeben mit Markus Cottin (= Schriften der Rudolf-Kötzschke-Gesellschaft, Bd. 6), Sax-Verlag, Beucha 2021, ISBN 978-3-930076-92-5.[2]